# Hornstein (Gestein)

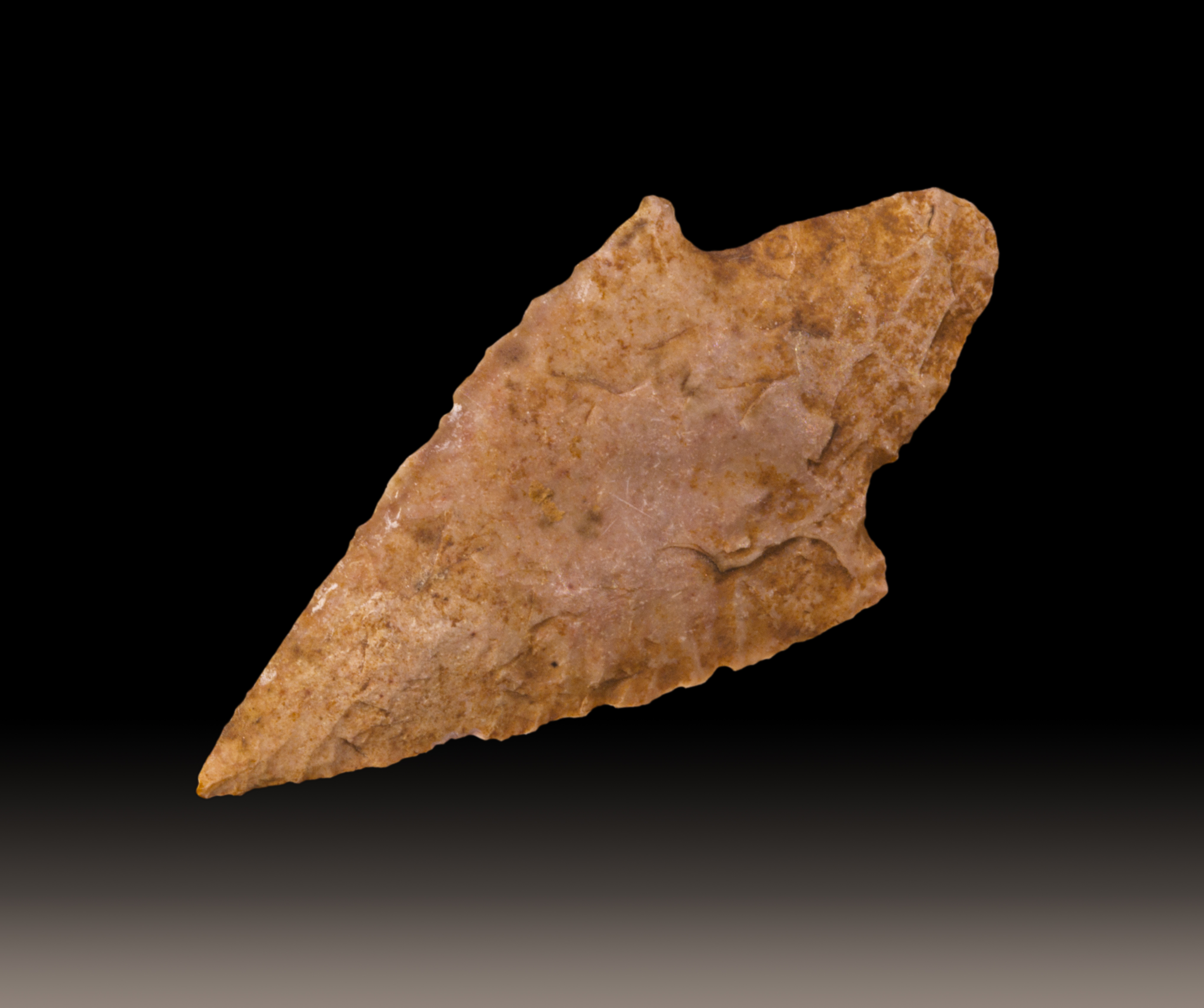
Gestielte Hornstein-Pfeilspitze aus dem Dolmen de la Glène, ausgehende Jungsteinzeit

Hornstein ist eine Bezeichnung für silikatreiches Sedimentgestein biogener, chemisch-biogener oder chemischer Genese, das im Wesentlichen aus Siliciumdioxid mit nur geringen Anteilen an Verunreinigungen besteht. Die englische Bezeichnung für diese Gruppe von Gesteinen ist Chert. In einem engeren Sinne wird die Bezeichnung Hornstein auch für konkretionäre Bildungen entsprechender Zusammensetzung in Kalksteinen verwendet.

## Abgrenzung
Ursprünglich war Hornstein ein Bergmannsbegriff für muschelig brechende, zähe Gesteine, deren Bruchflächen besonders an Kanten in der Struktur einem Kuh-Horn gleichen.
Ausgehend von dem alten Bergmannsbegriff unterlag der Begriff „Hornstein“ im Lauf der Zeit einer Bedeutungserweiterung, die einherging mit dem wachsenden Kenntnisstand über die Bildung solcher Gesteine. Im weitesten Sinne sind heute wie beim Chert allgemein sedimentär oder diagenetisch entstandene Gesteine aus Kieselsäure gemeint. Im engeren Sinne sind Hornsteine eine spezielle Art Kieselgestein, nämlich unreine, verschiedenfarbige Silikatgesteine, die sich in Kalksteinen, Sandstein oder Tuffen bilden. Feuerstein ist ein Hornstein mit speziellen Eigenschaften.

## Gestein

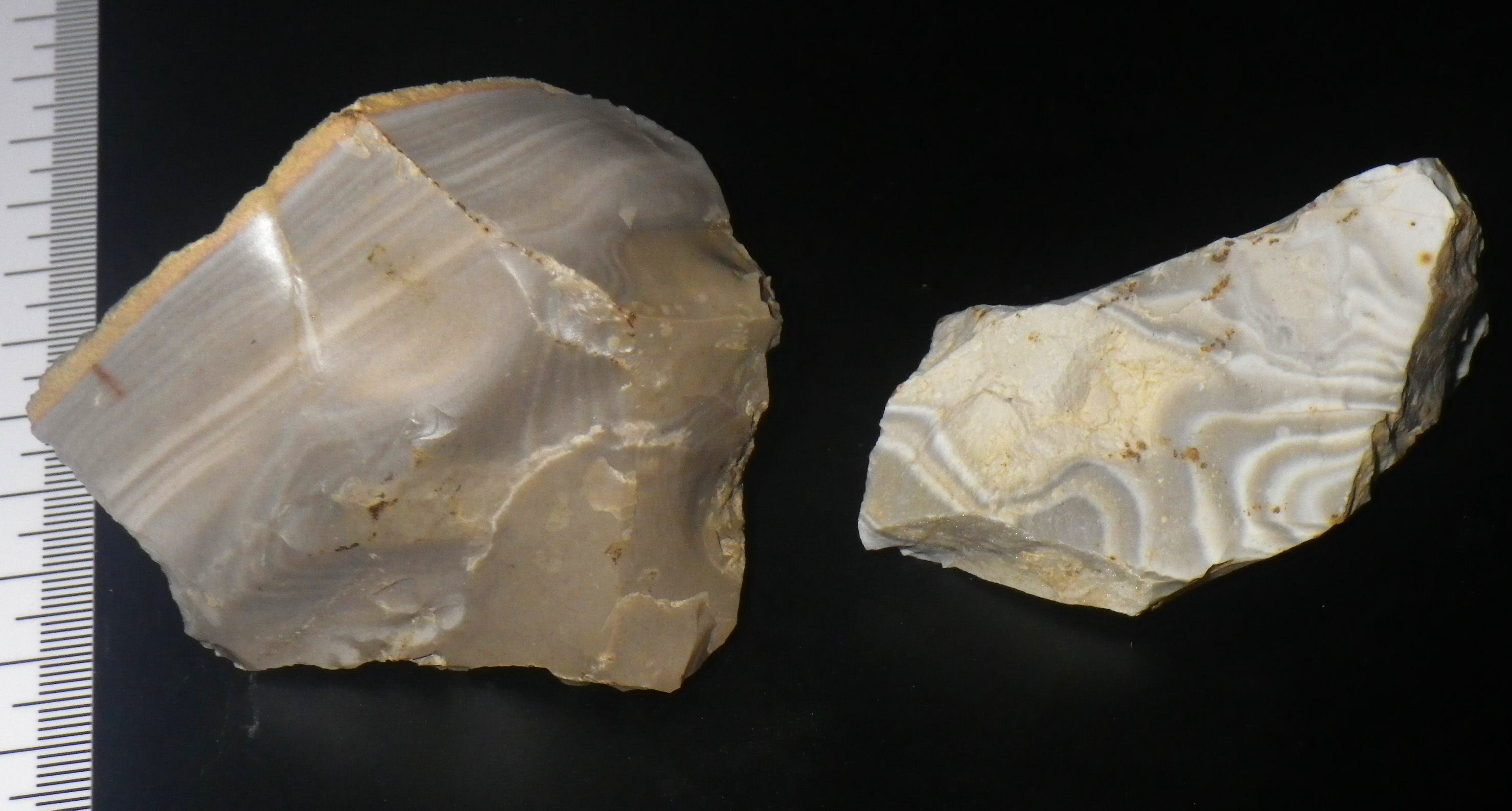
Gebänderter Hornstein aus dem Weißjura der südlichen Frankenalb (Fundort: bei Neuburg/Donau)

Die Struktur von Gewöhnlichem Hornstein ist sehr feinkörnig, so dass sie sich nur unter dem Mikroskop (mikrokristallin) oder selbst dort kaum oder gar nicht (kryptokristallin) auflösen lässt. Gewöhnlicher Hornstein ist durch Verunreinigungen wie Tonminerale nicht so gut spaltbar wie Feuerstein. Das Gestein enthält oft Fossilien. Seine Farbe ist unterschiedlich und variiert zwischen grau, braun oder grün bis rot, meist jedoch zwischen grau bis gelblich. Die Farbe geht auf Spuren von zusätzlichen Elementen oder Mineralen zurück.

## Bildung
Gewöhnlicher Hornstein bildet sich wie Feuerstein in Kalksteinen als ovale bis unregelmäßig geformte Knollen oder in unregelmäßigen Lagen und Platten infolge der Verdrängung von Kalziumkarbonat durch Siliziumdioxid, oder oft auch durch Verkieselung von Pflanzenmaterial in siliziumdioxidreichen Sedimenten oder Pyroklastiten.
Umwandlungsvorgänge wie die von Opal in Quarz und die Bildung eines durchgängig dichten Gesteins durch Ausfällung von SiO2 spielen eine wesentliche Rolle bei der Entstehung.

## Vor- und frühgeschichtliche Verwendung
In prähistorischer Zeit wurden Hornsteine ebenso wie Feuerstein für die Herstellung von Steinwerkzeugen benutzt. So wie andere Werkzeugsteine spalten sie mit dem für Quarz typischen muscheligen Bruch und bilden scharfe Kanten aus, die als Schaber oder Messer verwendet werden konnten.
Durch Tempern kann die Spaltfähigkeit verbessert und die Farbe und Oberfläche des Hornsteins verändert werden.
Im Vorderen Orient wurde Hornstein von der Eisenzeit bis in die römische Epoche auch zum Bau von Wachtürmen und Straßenstationen und Kastellen verwendet.